# Orphin
Orphin est une commune française située dans le département des Yvelines en région Île-de-France.

## Géographie

### Description
La commune d'Orphin se trouve dans le sud-ouest du département des Yvelines, à la limite du département d'Eure-et-Loir, à neuf kilomètres environ au sud-ouest de Rambouillet, sous-préfecture, et à 40 kilomètres environ au sud-ouest de Versailles, chef-lieu du département.

### Communes limitrophes
Les communes limitrophes sont Écrosnes, Émancé, Gazeran, Orcemont, Prunay-en-Yvelines et Auneau-Bleury-Saint-Symphorien.

### Voies de communication et transports
La gare de Rambouillet, située à 9 km, est la plus proche d'Orphin. Elle est l'un des terminus des trains de la ligne N du Transilien et est également desservie par la ligne commerciale Paris - Chartres - Nogent-le-Rotrou - Le Mans (TER Centre-Val de Loire.
La commune est desservie par les lignes 5 et TàD Rambouillet Ouest du réseau de bus Centre et Sud Yvelines.

### Hydrographie
La commune d'Orphin appartient au bassin versant de l'Eure, affluent de rive droite de la Seine.
Le territoire communal est irrigué par la Drouette, rivière de 40 km de long qui prend sa source à Rambouillet et se jette dans l'Eure à Villiers-le-Morhier. Elle traverse la commune selon un axe sensiblement est-ouest. Elle reçoit sur sa rive gauche, en amont du village, le ruisseau de la Vigne, ou fossé des Nonnes (4 km de long), et sur sa rive droite, en aval du village, le ruisseau de l'étang de la Plaine (3 km).

### Climat
Pour des articles plus généraux, voir Climat de l'Île-de-France et Climat des Yvelines.
En 2010, le climat de la commune est de type climat océanique dégradé des plaines du Centre et du Nord, selon une étude du CNRS s'appuyant sur une série de données couvrant la période 1971-2000. En 2020, Météo-France publie une typologie des climats de la France métropolitaine dans laquelle la commune est exposée à un climat océanique altéré et est dans la région climatique Sud-ouest du bassin Parisien, caractérisée par une faible pluviométrie, notamment au printemps (120 à 150 mm) et un hiver froid (3,5 °C).
Pour la période 1971-2000, la température annuelle moyenne est de 10,4 °C, avec une amplitude thermique annuelle de 14,9 °C. Le cumul annuel moyen de précipitations est de 653 mm, avec 10,4 jours de précipitations en janvier et 7,9 jours en juillet. Pour la période 1991-2020, la température moyenne annuelle observée sur la station météorologique la plus proche, située sur la commune de Houx à 12 km à vol d'oiseau, est de 11,2 °C et le cumul annuel moyen de précipitations est de 622,1 mm,. Pour l'avenir, les paramètres climatiques de la commune estimés pour 2050 selon différents scénarios d'émission de gaz à effet de serre sont consultables sur un site dédié publié par Météo-France en novembre 2022.

## Urbanisme

### Typologie

Localisation d'Orphin dans les Yvelines.

Orphin est une commune rurale, car elle fait partie des communes peu ou très peu denses, au sens de la grille communale de densité de l'Insee,,,.
Par ailleurs la commune fait partie de l'aire d'attraction de Paris, dont elle est une commune de la couronne. Cette aire regroupe 1 929 communes,.

### Occupation des solssimplifiée
Le territoire de la commune se compose en 2017 de 94,58 % d'espaces agricoles, forestiers et naturels, 2,47  % d'espaces ouverts artificialisés et 2,95 % d'espaces construits artificialisés.

### Occupation des sols détaillée
En 2008, le territoire communal est très largement rural (95,5 %), l'espace urbain construit occupant 46,8 hectares, soit 2,8 % du territoire total.
L'espace rural est consacré principalement à l'agriculture qui occupe 1 049 hectares, soit 62,9 % de la superficie totale de la commune, constituée exclusivement par la grande culture céréales, colza).
Les bois occupent 518,2 hectares, soit 31,1 % du total. Ils se trouvent principalement dans la moitié nord du territoire, et secondairement dans la partie sud-ouest le long de la limite intercommunale avec Écrosnes.
L'habitat comprend exclusivement des habitations individuelles.
Les surfaces consacrées aux activités économiques représentent 2,3 ha (0,1 % du territoire), il s'agit pour l'essentiel de l'usine Guerlain (bois de la Grange). L'espace urbain ouvert (parcs et jardins, terrains de sport) occupe une surface limitée, 28,7 hectares, soit 1,7 % du territoire communal.
Le tableau ci-dessous présente l'occupation des sols de la commune en 2018, telle qu'elle ressort de la base de données européenne d’occupation biophysique des sols Corine Land Cover (CLC).
| Type d’occupation                             | Pourcentage | Superficie (en hectares) |
| --------------------------------------------- | ----------- | ------------------------ |
| Tissu urbain discontinu                       | 1,5 %       | 25                       |
| Terres arables hors périmètres d'irrigation   | 59,0 %      | 982                      |
| Prairies et autres surfaces toujours en herbe | 2,9 %       | 49                       |
| Systèmes culturaux et parcellaires complexes  | 1,6 %       | 26                       |
| Forêts de feuillus                            | 35,0 %      | 582                      |
| Source : Corine Land Cover                    |             |                          |

### Hameaux et écarts

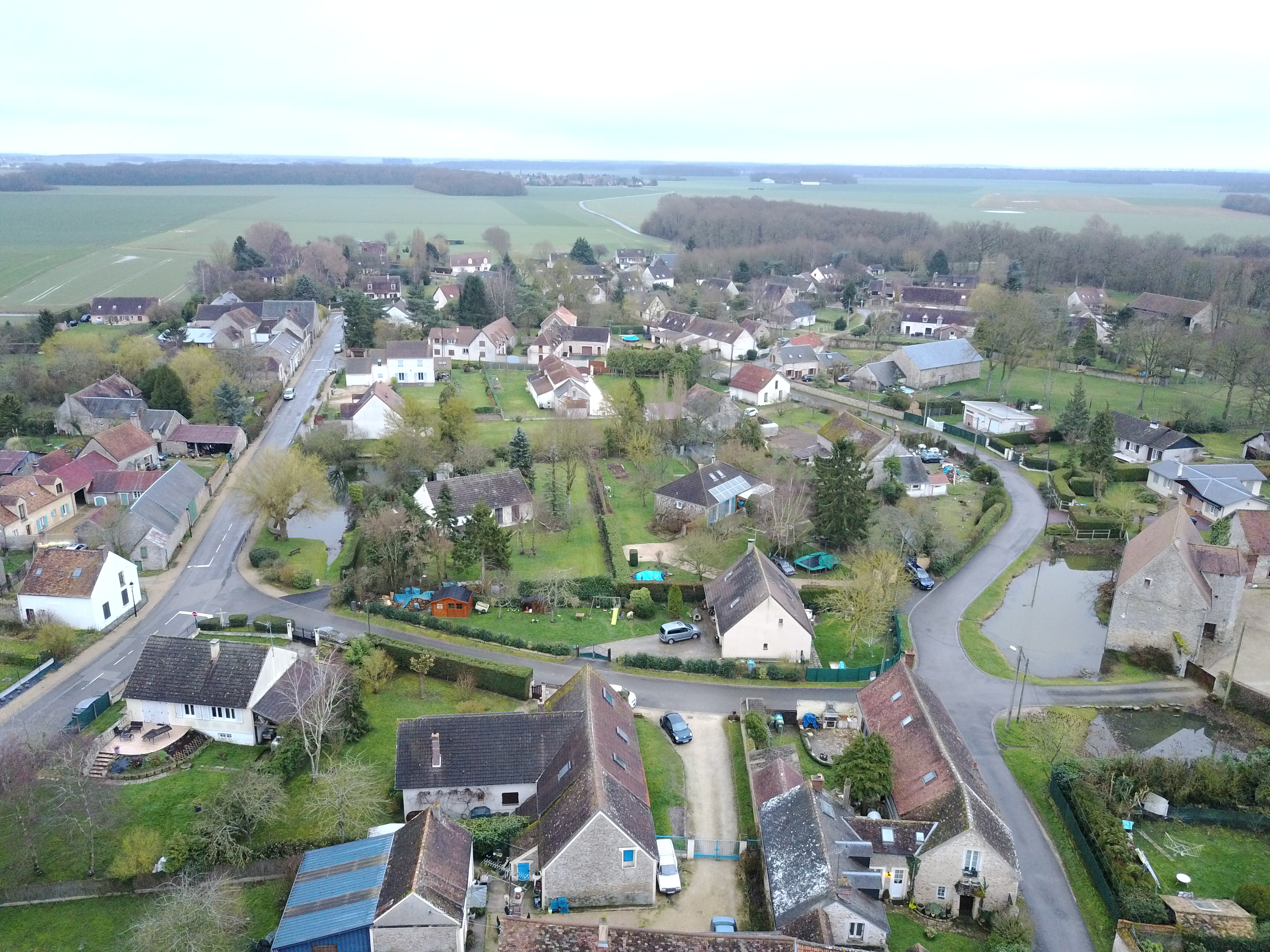
Le hameau de Cerqueuse.

L'habitat se répartit dans trois centres : le bourg d'Orphin, sur le cours de la Drouette au centre de la commune, et les hameaux de Haute Maison et de Cerqueuse. Ce dernier est attesté sous la forme latinisée Sarcosia en 1204. Il est issu de l'ancien français sarqueux « cercueil »,, féminisé par la suite (cf. Serqueux, Seine-Maritime, Sarkeus XIIe siècle. plus au sud. En outre, de grosses fermes et manoirs isolés sont dispersés dans le territoire communal : Beauvais, le Haut Orphin, les Maisons Rouges, Poyers, le Pavillon, la Plaine, le Mesnil Roland.

## Toponymie
Le nom de la localité est attesté sous la forme latinisée Urfinum, Ulfinum au XIIe siècle, ce qui correspond à un nom de personne Ulfin.
Il s'agit de forme familière d'un anthroponyme germanique composé avec l'élément wulf « loup ».
L'évolution phonétique de [l] à [r] devant une autre consonne est souvent constatée en français. La graphie hellénisante ph, alors que l'on attendrait un simple f selon l'étymologie, est une fantaisie érudite. Elle a, de manière parallèle, affecté le nom de l’orphie, sorte de poisson, attesté pour la première fois au XIVe siècle sous la forme orfin, alors que l'étymologie en est le néerlandais hoornvisch ou l'ancien scandinave hornfiskr.

## Histoire
Vestiges des travaux de Louis XIV pour amener les eaux de l'Eure de Pontgouin (Eure-et-Loir) à Versailles, par l'étang de la Tour, à Rambouillet.
À deux kilomètres au sud du village d'Orphin, on trouve le hameau de Cerqueuse, et moins de deux kilomètres à l'est de Cerqueuse, on trouve le hameau de Craches (commune de Prunay-en-Yvelines). Le côté droit de la route allant de Cerqueuse à Craches est d'abord bordé d'un petit bois, sur 250 mètres, puis, 100 mètres après ce bois, par un monticule inculte d'environ 50 mètres de long et 25 mètres de large, bordé d'une dépression labourée et cultivée. Ce curieux monticule est un terrassement datant de 1685 et se trouvant sur l'itinéraire de l'aqueduc projeté. La terre pour le construire provient de la dépression voisine. Ce qui est remarquable est que ce vestige, bien que peu important, n'a pas bougé depuis plus de deux cents ans (observé en 2001).
Au lieu-dit « Pourras », d'anciennes haches taillées ou polies, faites avec la pierre du pays qui remonteraient à une époque lointaine, ont été retrouvées.
Au début du XXe siècle, le village d'Orphin comptabilisait 6 cafés, 2 auberges, 2 cordonniers, 1 grainetier, 1 épicier boulanger, 1 forgeron et 1 boucher ambulant.

## Politique et administration

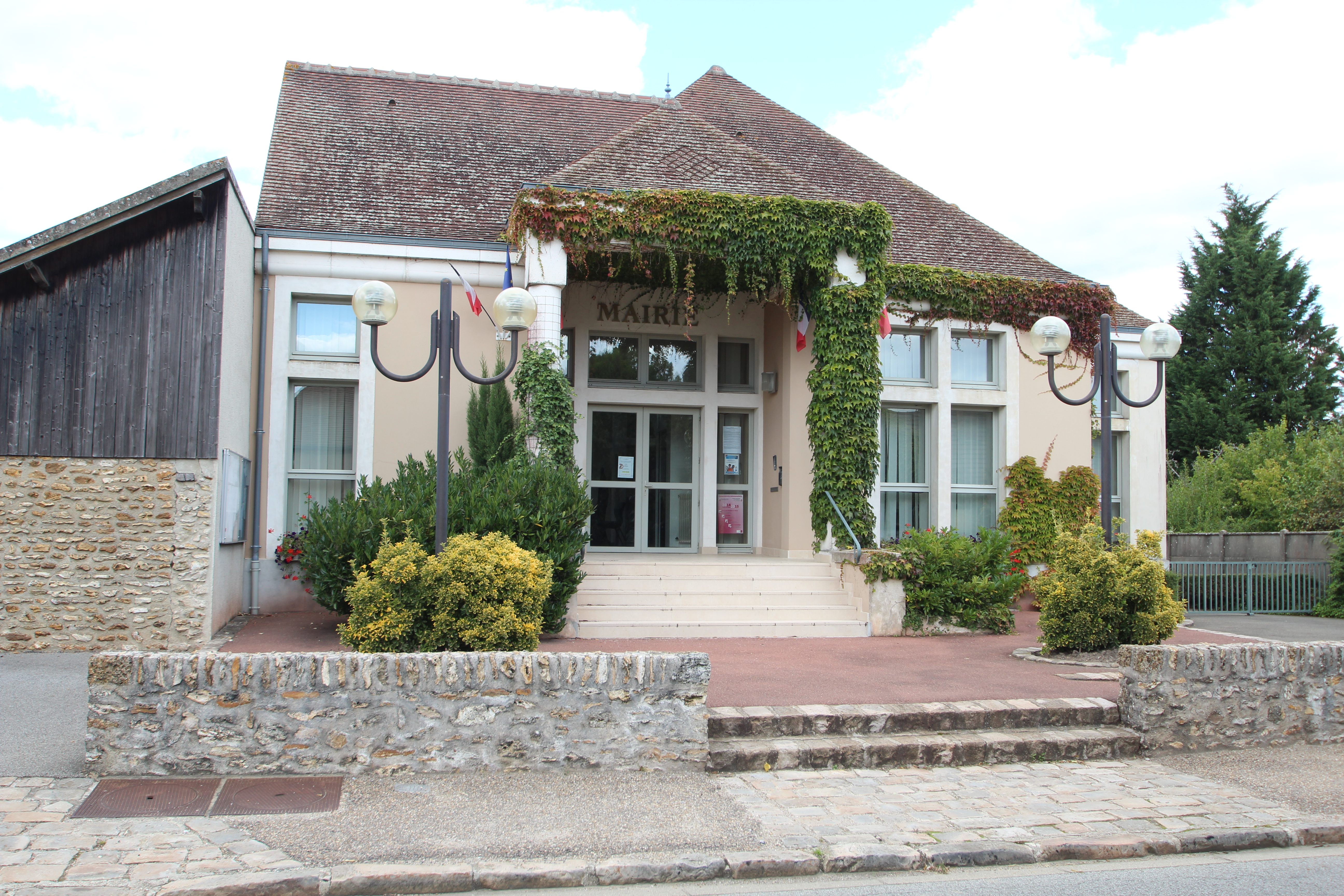
La mairie.

### Rattachements administratifs et électoraux
Rattachements administratifs et judiciaires
Antérieurement à la loi du 10 juillet 1964, la commune faisait partie du département de Seine-et-Oise. La réorganisation de la région parisienne en 1964 fit que la commune appartient désormais au département des Yvelines et à son arrondissement de Rambouillet après un transfert administratif effectif au 1er janvier 1968.
Elle faisait partie depuis 1801 du canton de Dourdan-Sud de Seine-et-Oise. Lors de la mise en place des Yvelines, elle intègre  en 1967 le  canton de Saint-Arnoult-en-Yvelines. Dans le cadre du redécoupage cantonal de 2014 en France, cette circonscription administrative territoriale a disparu, et le canton n'est plus qu'une circonscription électorale.
Sur le plan judiciaire, Orphin relève du ressort de la juridiction d’instance de Rambouillet et, comme toutes les communes des Yvelines, dépend du tribunal de grande instance ainsi que de tribunal de commerce sis à Versailles,.
Rattachements électoraux
Pour les élections départementales, la commune fait partie depuis 2014 du canton de Rambouillet
Pour l'élection des députés, elle fait partie de la dixième circonscription des Yvelines.

### Intercommunalité
Orphin  était membre de la communauté de communes Plaines et Forêts d'Yveline, un établissement public de coopération intercommunale (EPCI) à fiscalité propre créé en 2003 et auquel la commune avait transféré un certain nombre de ses compétences, dans les conditions déterminées par le code général des collectivités territoriales. Cette intercommunalité devient une communauté d'agglomération en 2015 sous le nom de Rambouillet Territoires communauté d’agglomération Rambouillet Territoires (RTCA).
Dans le cadre des dispositions de la loi portant nouvelle organisation territoriale de la République du 7 août 2015, qui prévoit que les établissements publics de coopération intercommunale (EPCI) à fiscalité propre doivent avoir un minimum de 15 000 habitants, cette intercommunalité a fusionné avec la petite communauté de communes Contrée d'Ablis-Porte des Yvelines et la communauté de communes des Étangs pour former, le 1er janvier 2017, la communauté d'agglomération dénommée Rambouillet Territoires dont est désormais membre la commune.

### Liste des maires
| Période                                  | Période                       | Identité         | Étiquette | Qualité                                                                                     |
| ---------------------------------------- | ----------------------------- | ---------------- | --------- | ------------------------------------------------------------------------------------------- |
| Les données manquantes sont à compléter. |                               |                  |           |                                                                                             |
| mars 2001                                | En cours (au 2 décembre 2020) | Janny Demichelis |           | Vice-présidente de la CA Rambouillet Territoires (2017 → ) Réélue pour le mandat 2020-2026, |

### Jumelages
- Charmey (Suisse) de 1999 à 2013.

## Population et société

### Démographie

#### Évolution démographique
L'évolution du nombre d'habitants est connue à travers les recensements de la population effectués dans la commune depuis 1793. Pour les communes de moins de 10 000 habitants, une enquête de recensement portant sur toute la population est réalisée tous les cinq ans, les populations de référence des années intermédiaires étant quant à elles estimées par interpolation ou extrapolation. Pour la commune, le premier recensement exhaustif entrant dans le cadre du nouveau dispositif a été réalisé en 2006.

En 2022, la commune comptait 879 habitants, en évolution de −2,12 % par rapport à 2016 (Yvelines : +2,72 %, France hors Mayotte : +2,11 %).
| 1793 | 1800 | 1806 | 1821 | 1831 | 1836 | 1841 | 1846 | 1851 |
| ---- | ---- | ---- | ---- | ---- | ---- | ---- | ---- | ---- |
| 392  | 359  | 382  | 454  | 461  | 477  | 477  | 485  | 512  |

| 1856 | 1861 | 1866 | 1872 | 1876 | 1881 | 1886 | 1891 | 1896 |
| ---- | ---- | ---- | ---- | ---- | ---- | ---- | ---- | ---- |
| 536  | 515  | 491  | 506  | 487  | 553  | 589  | 624  | 630  |

| 1901 | 1906 | 1911 | 1921 | 1926 | 1931 | 1936 | 1946 | 1954 |
| ---- | ---- | ---- | ---- | ---- | ---- | ---- | ---- | ---- |
| 636  | 618  | 576  | 477  | 513  | 457  | 412  | 402  | 417  |

| 1962 | 1968 | 1975 | 1982 | 1990 | 1999 | 2006 | 2011 | 2016 |
| ---- | ---- | ---- | ---- | ---- | ---- | ---- | ---- | ---- |
| 355  | 365  | 502  | 660  | 820  | 928  | 924  | 911  | 898  |

| 2021 | 2022 | - | - | - | - | - | - | - |
| ---- | ---- | - | - | - | - | - | - | - |
| 880  | 879  | - | - | - | - | - | - | - |

#### Pyramide des âges
En 2018, le taux de personnes d'un âge inférieur à 30 ans s'élève à 34,2 %, soit en dessous de la moyenne départementale (38 %). À l'inverse, le taux de personnes d'âge supérieur à 60 ans est de 23,7 % la même année, alors qu'il est de 21,7 % au niveau départemental.
En 2018, la commune comptait 469 hommes pour 426 femmes, soit un taux de 52,40 % d'hommes, largement supérieur au taux départemental (48,68 %).
Les pyramides des âges de la commune et du département s'établissent comme suit.
| Hommes | Classe d’âge | Femmes |
| ------ | ------------ | ------ |
| 0,4    | 90 ou +      | 0,7    |
| 7,3    | 75-89 ans    | 6,2    |
| 17,4   | 60-74 ans    | 15,3   |
| 24,3   | 45-59 ans    | 27,9   |
| 15,1   | 30-44 ans    | 17,2   |
| 18,5   | 15-29 ans    | 15,1   |
| 17,0   | 0-14 ans     | 17,5   |

| Hommes | Classe d’âge | Femmes |
| ------ | ------------ | ------ |
| 0,6    | 90 ou +      | 1,4    |
| 6      | 75-89 ans    | 7,8    |
| 13,5   | 60-74 ans    | 14,8   |
| 20,7   | 45-59 ans    | 20,1   |
| 19,6   | 30-44 ans    | 19,9   |
| 18,5   | 15-29 ans    | 16,8   |
| 21,2   | 0-14 ans     | 19,2   |

### Enseignement

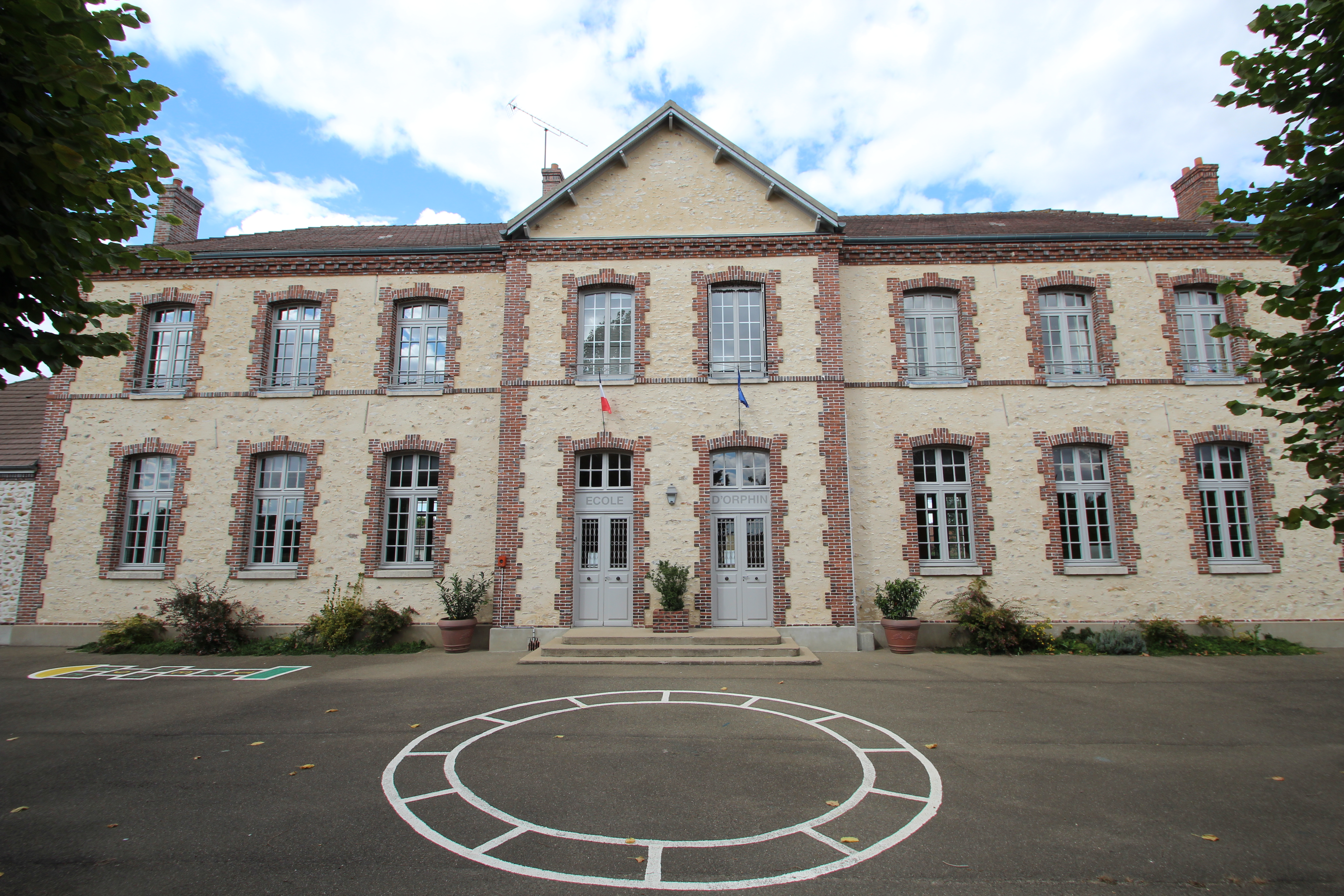
L'école communale d'Orphin.

La première école a été construite en 1706, elle se composait d'un rez-de-chaussée de 2 pièces : la classe et le logement de l'instituteur, ainsi qu'un grenier surplombé d'un toit de chaume. En 1848, elle fut délocalisée près de l'église, le rez-de-chaussée était divisé en deux pièces : une classe pour les filles et une pour les garçons. La mairie se situait à l'étage de ce même bâtiment. En 1885, une nouvelle école fut construite, composée elle, aussi de deux classes non mixtes, les enseignants étaient logés à l'étage, la mairie s'y trouvait aussi pendant plusieurs années, avant la construction d'une mairie indépendante dans la même rue en 1994.

### Sports
L'amicale d'Orphin propose à ses adhérents de nombreuses activités sportives pour tous les âges : yoga, baby gym, multisports, gymnastique (dynamique, d'entretien, douce), danse de salon, marche nordique, randonnée et pêche à la ligne.

### Manifestations culturelles et festivités

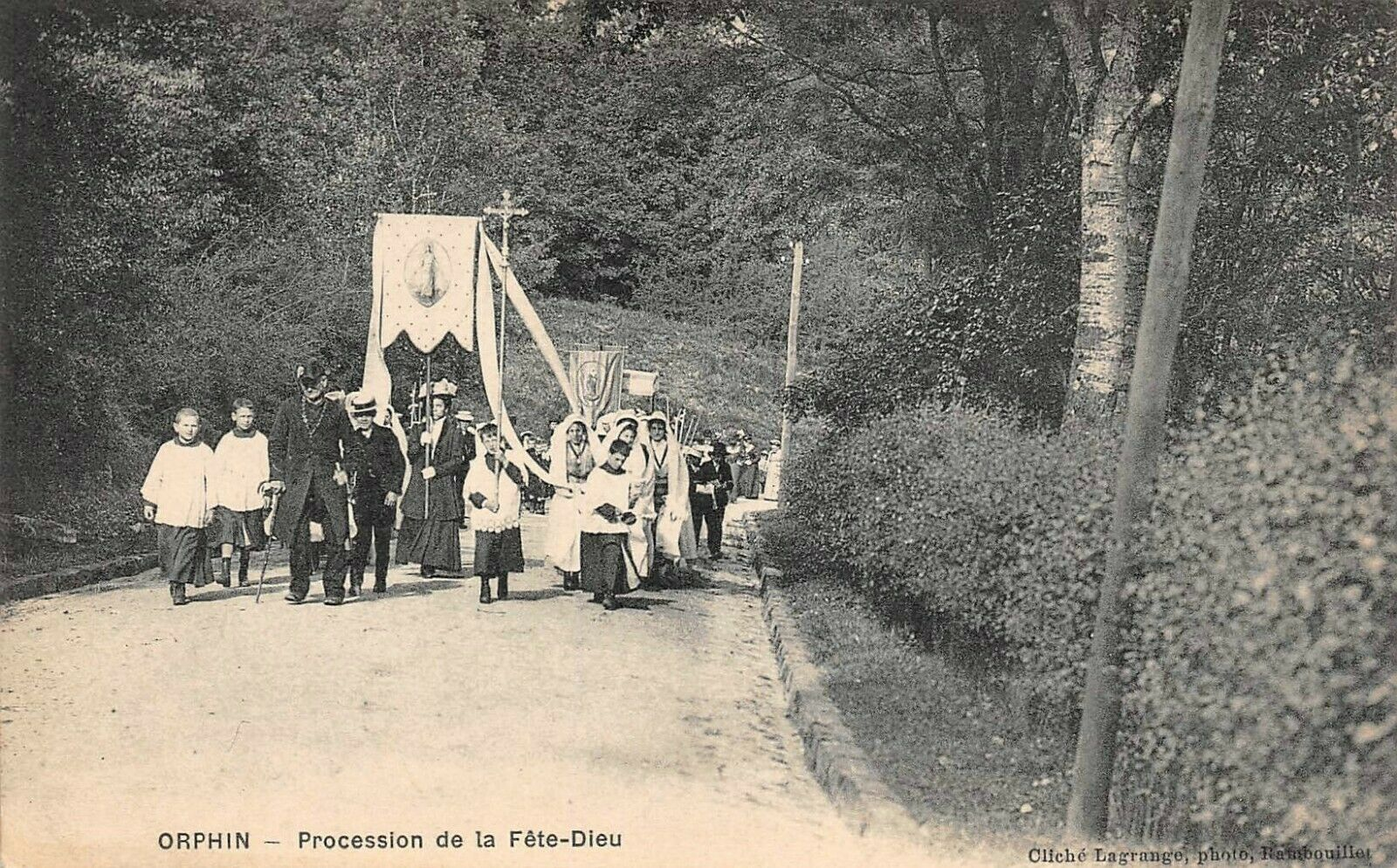
La procession de la Fête-Dieu au début du XXe siècle.

L'amicale d'Orphin organise deux soirées dansantes annuelles, ainsi qu'un vide grenier au mois de juin. L'association de parents d'élèves Orphi'Team propose une kermesse et un marché de Noël.

## Économie
L'usine et le centre de recherche de la marque de cosmétiques Guerlain se trouve à Orphin.
La commune comptait, au recensement agricole de 2000, six exploitations agricoles, exploitant une surface de 864 hectares de SAU (surface agricole utile), soit une moyenne de 144 hectares par exploitation. Cette SAU était consacrée quasi exclusivement à la grande culture, dont 532 hectares (62 %) en céréales. Par rapport au recensement de 1988, la SAU est en baisse de 17 % passant de 1 035 à 864 hectares.
Aucun élevage n'est recensé dans la commune. La main-d'œuvre employée équivalait à 9 UTA (unité de travail annuel), dont six exploitants ou coexploitants.

## Culture locale et patrimoine

### Lieux et monuments
- L'église Sainte-Monégonde.

Son clocher est inscrit au titre de monument historique français.
- La commune compte également plusieurs châteaux, dont un manoir avec colombier dans le « Haut-Orphin », le château de la Plaine et le château de Haute-Maison.
- Lavoir construit en 1896 situé en contrebas de l'église d'Orphin, le long de rivière de la Drouette, qui traverse le village[44].

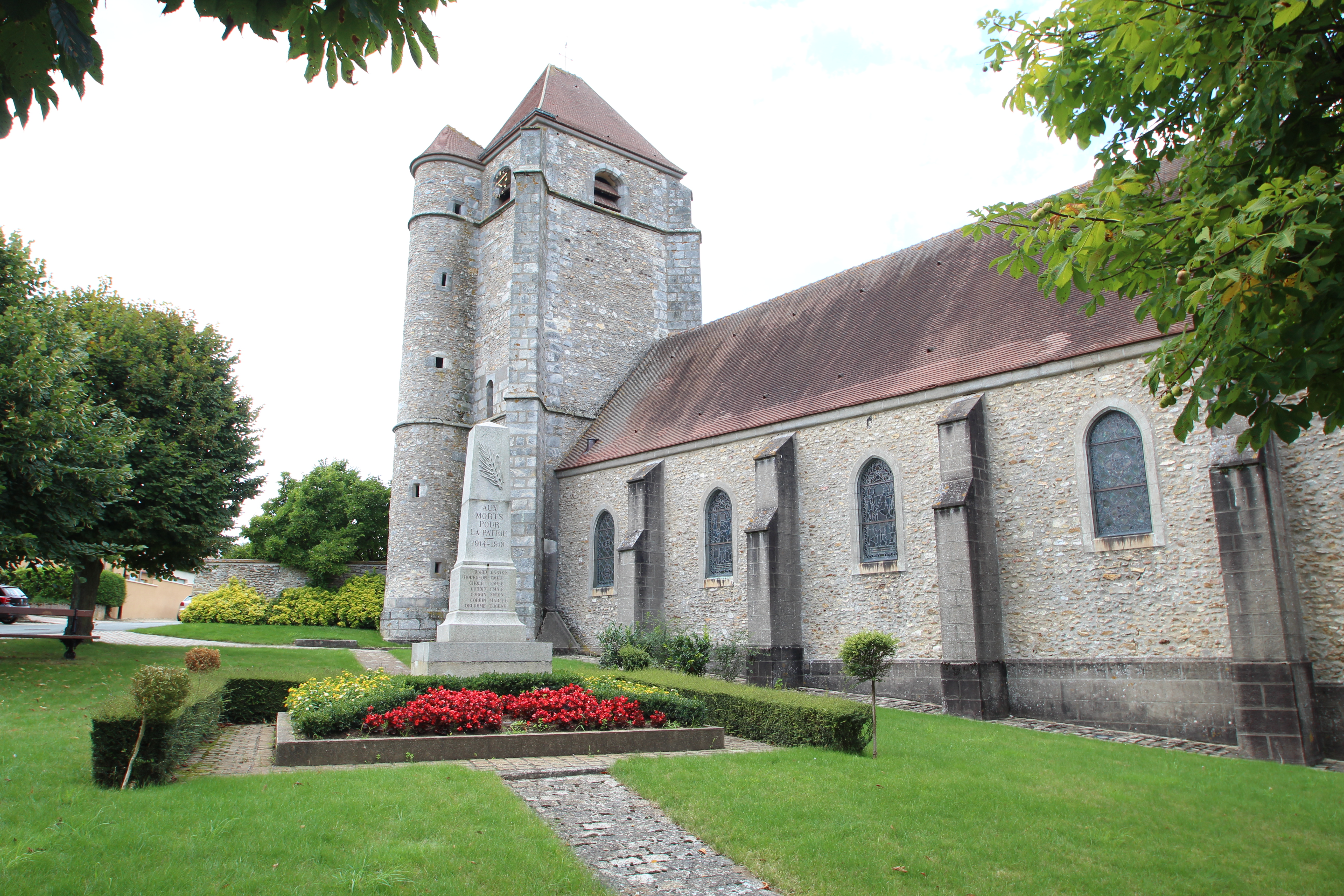
L'église et le monument aux morts.
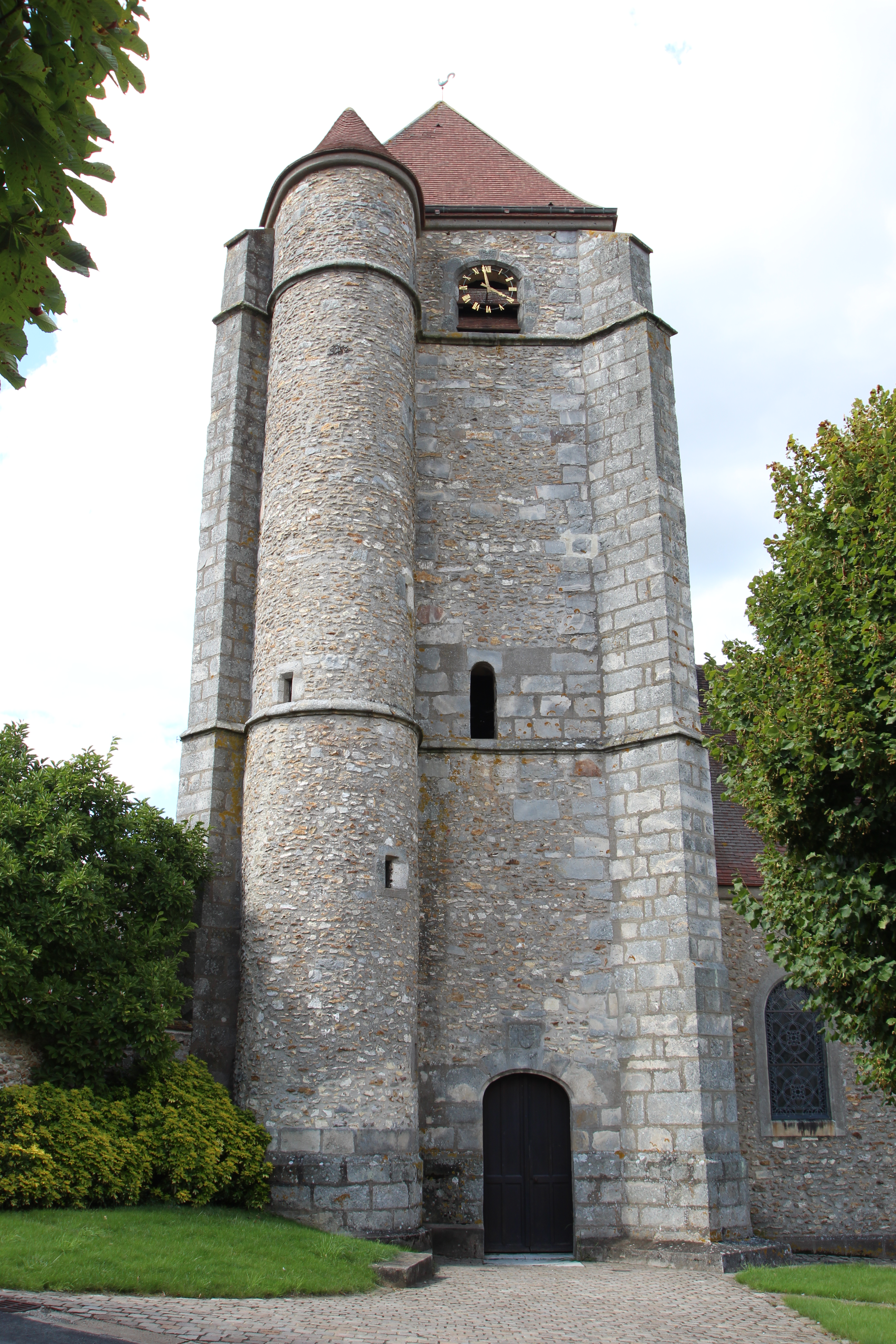
Le clocher de l'église Sainte-Monégonde.
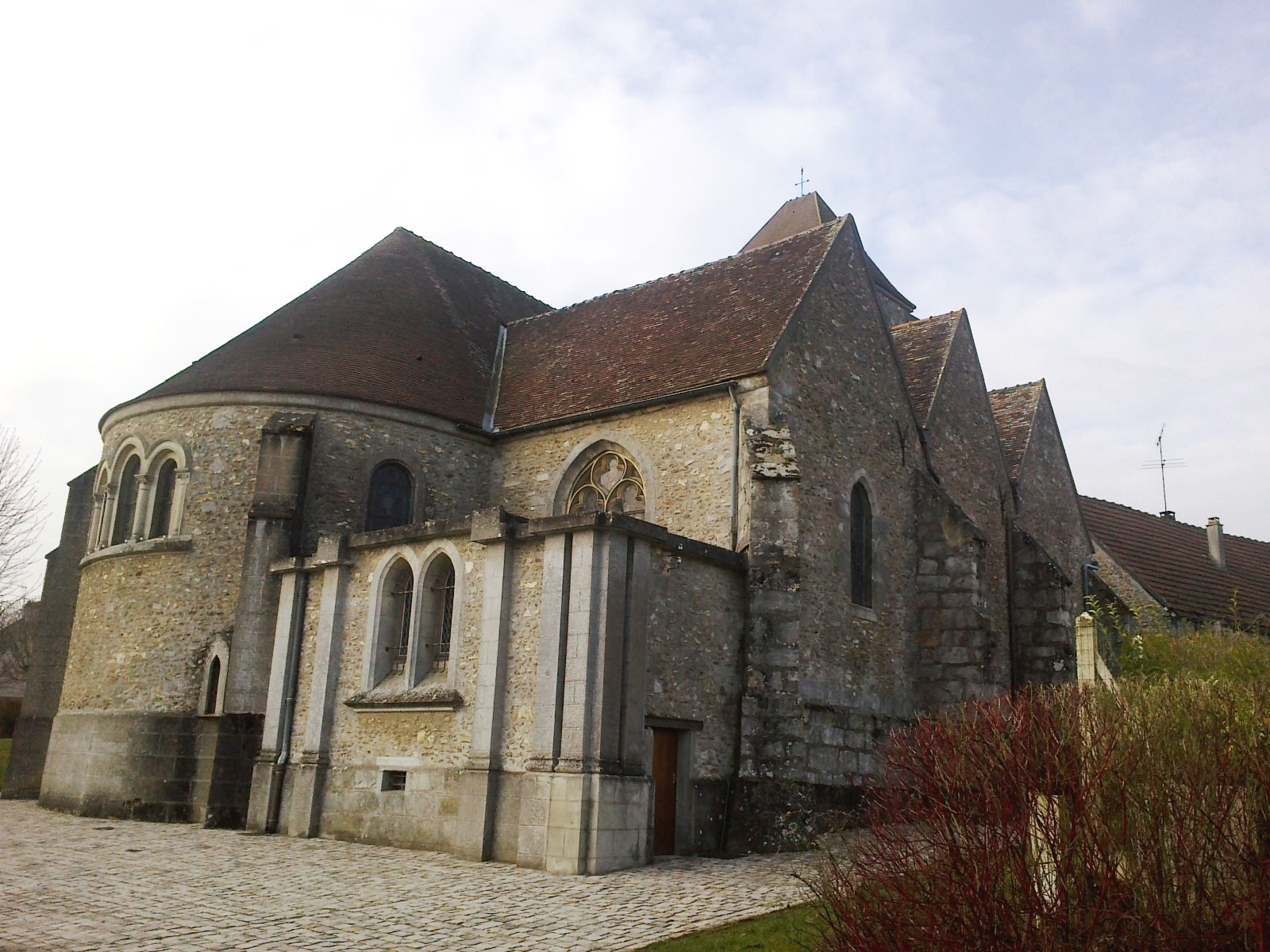
Le chevet de l'église.
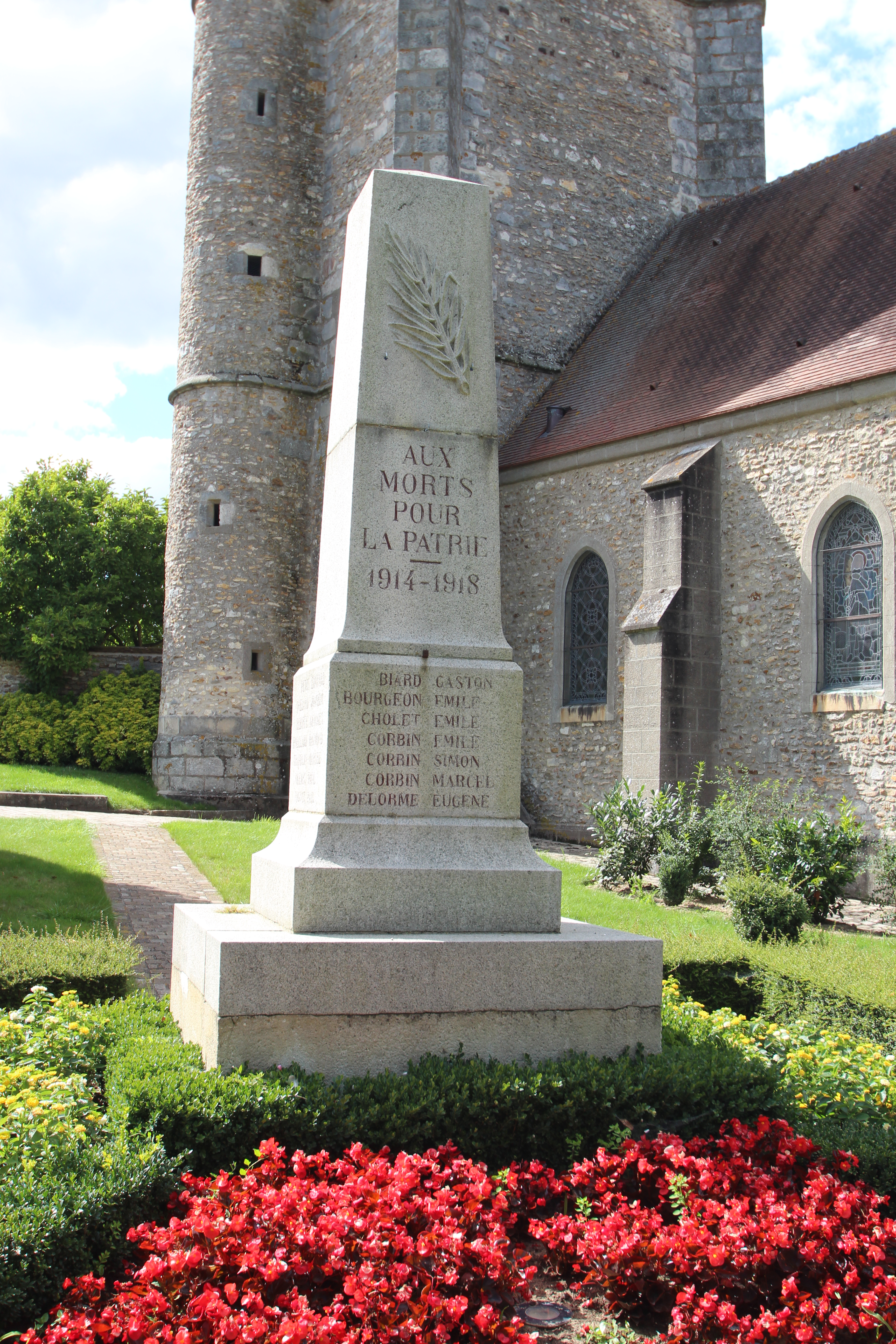
Le monument aux morts.
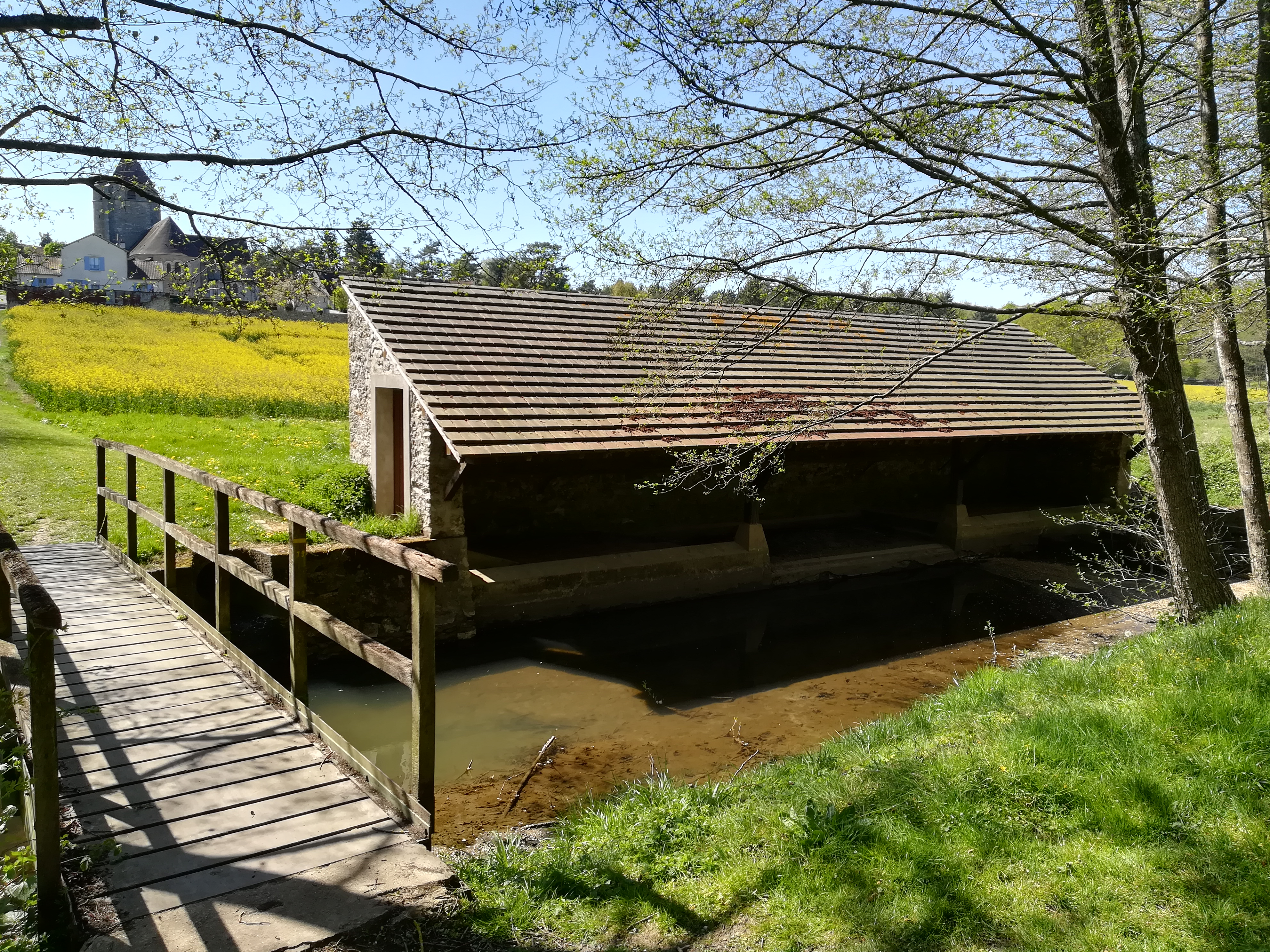
Le lavoir d'Orphin au bord de la Drouette au printemps.

### Orphin au cinéma
En 1961, Yves Robert tourne plusieurs scènes du film La Guerre des Boutons à Orphin.

### Personnalités liées à la commune
Thérèse Monnais, a reçu le titre de Juste parmi les nations par le Comité pour Yad Vashem, dont les noms figurent sur le Mur d'honneur du Jardin des Justes à Jérusalem, mais également à Paris, dans l'allée des Justes, près du mémorial de la Shoah, rue Geoffroy-l'Asnier,.

### Héraldique
| Blason de Orphin | Blason  | Taillé d'argent et d'or, au premier à une église au naturel, au second d'or à une colombe d'argent tenant dans ses pattes un épi de blé aussi d'or posé en fasce, accompagné de sept vols d'argent, à la bande ondée d'azur brochant sur la partition. |
| Blason de Orphin | Détails | Ce blason, créé en 1991 par la municipalité, ne respecte pas la règle de contrariété des couleurs (armes à enquerre). |